# Jasdan
Jasdan è una suddivisione dell'India, classificata come municipality, di 39.041 abitanti, situata nel distretto di Rajkot, nello stato federato del Gujarat. In base al numero di abitanti la città rientra nella classe III (da 20.000 a 49.999 persone).

## Geografia fisica
La città è situata a 22° 1' 60 N e 71° 12' 0 E e ha un'altitudine di 192 m s.l.m..

## Società

### Evoluzione demografica
Al censimento del 2001 la popolazione di Jasdan assommava a 39.041 persone, delle quali 20.426 maschi e 18.615 femmine. I bambini di età inferiore o uguale ai sei anni assommavano a 5.897, dei quali 3.201 maschi e 2.696 femmine. Infine, coloro che erano in grado di saper almeno leggere e scrivere erano 26.178, dei quali 15.090 maschi e 11.088 femmine.